# 1939년
1939년은 일요일로 시작하는 평년이다.

## 연호
- 대한민국 임시정부(大韓民國 臨時政府) 대한민국(大韓民國) 21년
- 중화민국(中華民國) 민국(民國) 28년
- 만주국(滿州國) 강덕(康德) 6년
- 일본(日本) 쇼와(昭和) 14년
- 응우옌 왕조(阮朝) 바오다이(保大) 14년

## 기년
- 만주국(滿洲國) 강덕제(康德帝) 8년
- 응우옌 왕조(阮朝) 보대제(保大帝) 14년

## 사건
- 1월 - 이관술, 이순금, 김삼룡이 경성 콤그룹을 결성.
- 1월 14일 - 일제, 조선징발령세칙 공포 시행.
- 2월 - 이태준, 문예지 <문장> 창간
- 2월 1일 - 만포선 강계-만포 구간 개통
- 2월 3일 - 조선총독부 경무국에 방호과 설치, 방공 강화
- 3월
  - 조선에스페란토문화사의 『Korea Esperantista』가 일제의 방해로 인해 강제 폐간.
  - 대한민국 임시정부가 류저우에서 쓰촨 성 치장으로 본부를 이전
- 3월 2일 - 교황 비오 12세, 260대 로마 교황 취임.
- 3월 10일 - 조선악극단 일본 공연 중 태극기 사용 혐의로 이철 사장 검거
- 3월 14일 - 친일단체인 황군위문작가단 발족
- 3월 24일 - 테오도르 셰들러가 이끄는 리히텐슈타인 나치, 쿠데타 실패.
- 4월 - 평양대동공업전문학교 설립.
- 4월 1일 - 스페인 내전 종료
- 4월 3일 - 일본어 신문인 <국민신보> 창간
- 4월 7일 - 아흐메트 조그 1세, 알바니아 국왕에서 퇴위하다.
- 4월 10일 - 못, 철사, 철판 등의 배급 통제 실시
- 5월 - 숙명여자전문학교 설립.
- 5월 21일 - 조선 전국 부읍면의원 선거 실시
- 5월 22일 - 나치 독일과 이탈리아 왕국, 강철 조약 체결.
- 6월 11일 - 조선 천도교본부, 전국 20만 신도를 동원해 정신연맹 결성
- 7월
  - 대한민국 최초의 사립공과대학 동아공과학원(현 한양대학교) 설립
  - 일제가 전문학교, 고등학교 입학시험에 영어 과목 철폐
- 7월 3일 - 일제의 경찰보조기관인 경방단 수칙 공포
- 7월 17일 - 김구 계의 한국광복운동단체연합회와 김원봉 계의 조선민족전선연맹이 통합하여 조선연합전선협회 창립
- 7월 22일 - 경춘선 개통식
- 7월 25일 - 성동역-춘천역 구간의 경춘선 철도가 '경춘철도(京春鐵道)'라는 이름으로 사설철도로 개통되다.
- 8월 - 이병기, 시조집 <가람시조> 간행
- 8월 1일 - 부여박물관 개관
- 8월 9일 - 프란시스코 프랑코, 에스파냐 국가주석에 취임
- 8월 16일 - 조선에서 방공법에 따른 첫 훈련 실시
- 8월 23일 - 독일-소련 불가침 조약 체결.
- 8월 27일 - 독일에서 최초의 제트기인 하인켈 He 178기의 시험 비행에 성공하다.
- 8월 31일 - 경성에서 카바이드 자동차 시운전
- 9월
  - 경성 조선총독관저 준공, 경성 조지아백화점 준공
  - 일제의 통제 조치에도 조선내 쌀값 폭등
- 9월 1일 - 제2차 세계 대전: 나치 독일, 폴란드 침공. 제2차 세계 대전 발발.
- 9월 3일 - 제2차 세계 대전: 영국과 프랑스, 폴란드 침공한 독일에 선전포고.
- 9월 17일 - 제2차 세계 대전: 소련군, 폴란드 침공(소련의 폴란드 침공 (1939년))
- 9월 27일 - 제2차 세계 대전: 바르샤바 함락. 폴란드, 나치 독일에 항복. 나치 독일과 소비에트 연방 군사동맹 조인
- 9월 30일
  - 브와디스와프 시코르스키 장군이 폴란드의 총리가 되다.
  - 일제, 국민징용령 시행규칙 공포
- 9월 28일 - 나치 독일과 소비에트 연방, 폴란드 분할점령 위한 우호조약 체결.
- 10월 - 중국 충칭에 한국청년전지공작대 결성
- 10월 16일
  - 제2차 세계 대전: 독일 공군이 처음으로 영국 영토를 공격하다.
  - 조선유림대회, 조선유도연합을 결성해 국민정신총동원운동에 협력할 것을 결의
- 10월 29일 - 조선문인협회 결성
- 11월 3일 - 조선학생정신연맹 결성
- 11월 30일 - 제2차 세계 대전: 겨울전쟁 발발.

## 탄생

### 1월
- 1월 3일 - 대한민국의 전 방송 기자 박영진.
- 1월 6일 - 우크라이나의 축구 선수, 축구 감독 발레리 로바노우스키. (~2002년)
- 1월 10일 - 미국의 가수 스콧 매켄지. (~2012년)
- 1월 13일 - 대한민국의 여성 성우 겸 배우 김석옥.
- 1월 15일 - 대한민국의 광물학자 김수진.
- 1월 17일 - 일본의 가수, 작곡가 테라우치 타케시. (~2021년)
- 1월 21일
  - 독일의 축구 선수 프리델 루츠. (~2023년)
  - 미국의 무용가 스티브 팩스턴. (~2024년)
- 1월 22일 - 대한민국의 정치인 김현욱. (~2024년)
- 1월 23일 - 대한민국의 법조인 김승진. (~2023년)
- 1월 31일 - 대한민국의 제15대 국회의원 국창근.

### 2월
- 2월 1일 - 대한민국의 정치인 한화갑.
- 2월 7일 - 대한민국의 작가 윤대성. (~2025년)
- 2월 24일 - 대한민국의 바둑 기사 김윤태. (~2010년)
- 2월 27일 - 프랑스의 패션 디자이너 다카다 겐조. (~2020년)

### 3월
- 3월 2일
  - 대한민국의 연출가 전세권. (~2024년)
  - 일본의 황족 시마즈 다카코.
- 3월 5일 - 대한민국의 배우 오지명.
- 3월 8일
  - 미국의 야구 선수 짐 보턴. (~2019년)
  - 소련의 스피드스케이팅 선수 리디야 스코블리코바.
- 3월 10일 - 대한민국의 교육자 출신 정치인 이수성.
- 3월 13일
  - 대한민국의 정치인 김진영.
  - 미국의 싱어송라이터 닐 세다카.
- 3월 14일
  - 일본의 만화가 나카자와 케이지. (~2012년)
  - 프랑스의 영화 감독, 작가 베르트랑 블리에. (~2025년)
- 3월 15일 - 대한민국의 가수, 배우, 영화 감독 남석훈. (~2024년)
- 3월 16일 - 아르헨티나의 전 축구 선수, 현 축구 감독 카를로스 빌라르도.
- 3월 21일 - 미국의 야구 선수 토미 데이비스. (~2022년)
- 3월 25일 - 대한민국의 경제관료, 교육자, 정치인 이진설. (~2019년)
- 3월 29일
  - 대한민국의 정치인 김중권.
  - 대한민국의 바둑 기사 김학수. (~2021년)
- 3월 31일 - 독일의 축구 선수 카를하인츠 슈넬링거. (~2024년)

### 4월
- 4월 1일
  - 미국의 배우 앨리 맥그로.
  - 미국의 야구 선수 필 니크로. (~2020년)
- 4월 2일 - 미국의 음악가 마빈 게이. (~1984년)
- 4월 4일 - 남아프리카공화국의 트럼펫 연주자 휴 마세켈라. (~2018년)
- 4월 7일 - 미국의 영화 감독 프랜시스 포드 코폴라.
- 4월 9일 - 대한민국의 정치인, 경제학자 윤식. (~2023년)
- 4월 13일 - 미국의 영화배우 폴 소비노. (~2022년)
- 4월 15일 - 대한민국의 교수, 대학총장 신일희.
- 4월 16일
  - 대한민국의 언어학자 진태하. (~2018년)
  - 영국의 가수 더스티 스프링필드. (~1999년)
  - 대한민국의 성우 신세인.
- 4월 19일
  - 대한민국의 정치인 박찬종.
  - 이란의 제3대 대통령 알리 하메네이.
- 4월 23일
  - 대한민국의 공무원 서영택.
  - 미국의 배우 리 메이저스.
- 4월 25일 - 대한민국의 시인 겸 개신교 철학자 도한호.
- 4월 27일 - 대한민국의 영화 감독 변장호. (~2022년)
- 4월 28일 - 독일의 배우, 영화 감독, 각본가 부르크하르트 드리스트. (~2020년)

### 5월
- 5월 1일 - 대한민국의 번역가 천병희. (~2022년)
- 5월 2일
  - 대한민국의 배우 김호정. (~1978년)
  - 이탈리아의 축구 선수 에르네스토 카스타노. (~2023년)
- 5월 7일
  - 대한민국의 언론인 이득렬. (~2001년)
  - 미국의 분자생물학자 시드니 올트먼. (~2022년)
  - 이탈리아의 영화감독 루제로 데오다토. (~2022년)
  - 네덜란드의 정치인, 총리 뤼트 뤼버르스. (~2018년)
- 5월 9일 - 미국의 육상 선수 랠프 해럴드 보스턴. (~2023년)
- 5월 12일 - 대한민국의 배우 양택조.
- 5월 13일 - 미국의 배우 하비 카이텔.
- 5월 14일 - 대한민국의 공무원 출신 정치인 배상도. (~2023년)
- 5월 18일 - 독일의 물리학자 페터 그륀베르크. (~2018년)
- 5월 20일 - 일본의 저술가 도조 유코. (~2013년)
- 5월 25일 - 영국의 배우 이언 매켈런.
- 5월 30일
  - 대한민국의 작가 김경석.
  - 대한민국의 가수 이현희. (~1971년)

### 6월
- 6월 2일 - 대한민국의 축구 선수 박경화. (~2023년)
- 6월 5일 - 태국의 가수 퐁시 워라눗. (~2025년)
- 6월 6일 - 네덜란드의 작곡가 루이 안드리선. (~2021년)
- 6월 15일 - 대한민국의 정치인 정장현. (~2021년)

### 7월
- 7월 6일 - 대한민국의 신부 김승훈. (~2003년)
- 7월 8일 - 대한민국의 정치인 이기웅.
- 7월 16일 - 일본의 전 축구 선수 스즈키 료조.
- 7월 17일 - 이탈리아의 가수 밀바. (~2021년)
- 7월 21일 - 미국의 재즈 색소폰 연주가, 음악 교육가 제이미 에버솔드.
- 7월 22일 - 대한민국의 교육자 이주희.
- 7월 26일 - 대한민국의 성우 정기항.
- 7월 30일 - 미국의 영화감독 피터 보그다노비치. (~2022년)

### 8월
- 8월 1일 - 대한민국의 정치인 김혁규.
- 8월 2일 - 미국의 영화감독 웨스 크레이븐. (~2015년)
- 8월 7일 - 대한민국의 정치인 유경현.
- 8월 9일
  - 대한민국의 소설가 이청준. (~2008년)
  - 대한민국의 정치인 문정수.
- 8월 12일 - 미국의 영화배우 조지 해밀턴.
- 8월 15일 - 대한민국의 공무원 황영하. (~2024년)
- 8월 16일 - 포르투갈의 정치인 바스코 조아큄 로차 비에이라. (~2025년)
- 8월 19일 - 영국의 수학자 앨런 베이커. (~2018년)
- 8월 20일 - 대한민국의 군인, 정치인 서정화. (~2021년)
- 8월 21일 - 보츠와나의 경제학자, 정치인, 제3대 대통령 페스터스 모하에.
- 8월 22일 - 미국의 영화배우 로버트 월. (~2022년)
- 8월 25일 - 미국의 보디빌딩 선수 크리스 디커슨. (~2021년)
- 8월 29일 - 북한의 정치인 강석주. (~2016년)

### 9월
- 9월 3일 - 대한민국의 언론인 김대중.
- 9월 5일
  - 일본의 분자생물학자 도네가와 스스무.
  - 오스트레일리아의 배우 조지 레이전비.
- 9월 10일 - 존 레논의 첫 번째 부인 신시아 레논. (~2015년)
- 9월 15일 - 대한민국의 기업인 손경식.
- 9월 17일
  - 대한민국의 권투 선수 김기수. (~1997년)
  - 미국의 법학자 데이비드 사우터. (~2025년)
- 9월 20일
  - 대한민국의 농업경제학자 김성훈.
  - 대한민국의 배우 전원주.
- 9월 24일 - 대한민국의 만화가 신문수. (~2021년)
- 9월 29일 - 일본의 지리학자 다카하시 노부오. (~2013년)
- 9월 30일 - 대한민국의 언론인 박여진. (~1991년)

### 10월
- 10월 3일 - 대한민국의 정치인 장상.
- 10월 5일 - 프랑스의 가수, 배우 마리 라포레. (~2019년)
- 10월 8일
  - 대한민국의 정치인 박실. (~2022년)
  - 미국의 만화 스토리 작가 하비 피카. (~2010년)
- 10월 13일
  - 대한민국의 소설가 한승원.
  - 대한민국의 배우 이대로.
- 10월 14일 - 미국의 패션 디자이너 랄프 로렌.
- 10월 17일 - 대한민국의 정치인 윤여준.
- 10월 18일
  - 존 F. 케네디 대통령의 암살범 리 하비 오스월드. (~1963년)
  - 스위스의 정치인 플라비오 코티. (~2020년)
- 10월 22일 - 대한민국의 종교인 김상근.
- 10월 23일 - 대한민국의 정치인 정주환. (~2022년)

### 11월
- 11월 1일 - 미국의 배우 바바라 보슨. (~2023년)
- 11월 16일 - 미국의 블루스 음악가, 싱어송라이터 W. C. 클라크. (~2024년)
- 11월 18일 - 대한민국의 가수 오기택. (~2022년)
- 11월 20일 - 대한민국의 정치인 곽범기,
- 11월 21일 - 미국의 정치가 버드 드와이어. (~1987년)
- 11월 22일 - 미국의 영화배우 앨런 가필드. (~2020년)
- 11월 26일
  - 미국의 가수, 배우 티나 터너. (~2023년)
  - 미국의 배우 마크 마골리스. (~2023년)
- 11월 27일 - 콩고민주공화국의 대통령, 정치인 로랑데지레 카빌라. (~2001년)
- 11월 29일 - 스페인의 영화배우, 가수, 사회자 콘차 벨라스코. (~2023년)

### 12월
- 12월 2일 - 미국의 윤리학자 톰 비첨. (~2025년)
- 12월 4일 - 미국의 외교관 스티븐 보즈워스. (~2016년)
- 12월 5일 - 스페인의 건축가 리카르도 보필. (~2022년)
- 12월 16일 - 대한민국의 정치인 송천영. (~2019년)
- 12월 17일
  - 대한민국의 시인 정현종.
  - 홍콩의 영화배우 오요한. (~2023년)
- 12월 22일 - 미국의 소설가 겸 영화배우 및 영화연출가, 기업인 토니 스카티.
- 12월 27일 - 미국의 배우 존 에이모스. (~2024년)
- 12월 28일 - 미국의 기업인 필립 앤슈츠.
- 12월 30일 - 대한민국의 영화 각본가 이희우. (~2019년)

### 미상
- 대한민국의 사진가 권정호. (~2024년)
- 대한민국의 연쇄살인범 김선자. (~1997년)
- 대한민국의 법조인 김재철.
- 대한민국의 공무원 방극윤.
- 대한민국의 작곡가 배상태. (~2025년)
- 대한민국의 에니메이션 감독 및 제작자 신능균.
- 대한민국의 역사학자 신형식. (~2023년)
- 대한민국의 언론인 겸 기업인 안경희. (~2001년)
- 대한민국의 법조인 황상구. (~2015년)
- 대한민국의 사회 운동가 최영준. (~2024년)
- 대한민국의 금융인 김남석.
- 대한민국의 행정법학자, 서울대학교 법학전문대학원 명예교수 김동희. (~2022년)
- 대한민국의 정치인 김영우.
- 대한민국의 의원 김영희.
- 대한민국의 정치인 이원종.
- 미국의 영화배우 알 스트뢰벨. (~2022년)
- 이란의 최고 지도자 알리 하메네이.
- 이란의 성직자 하디 호스로샤히. (~2020년)

## 사망

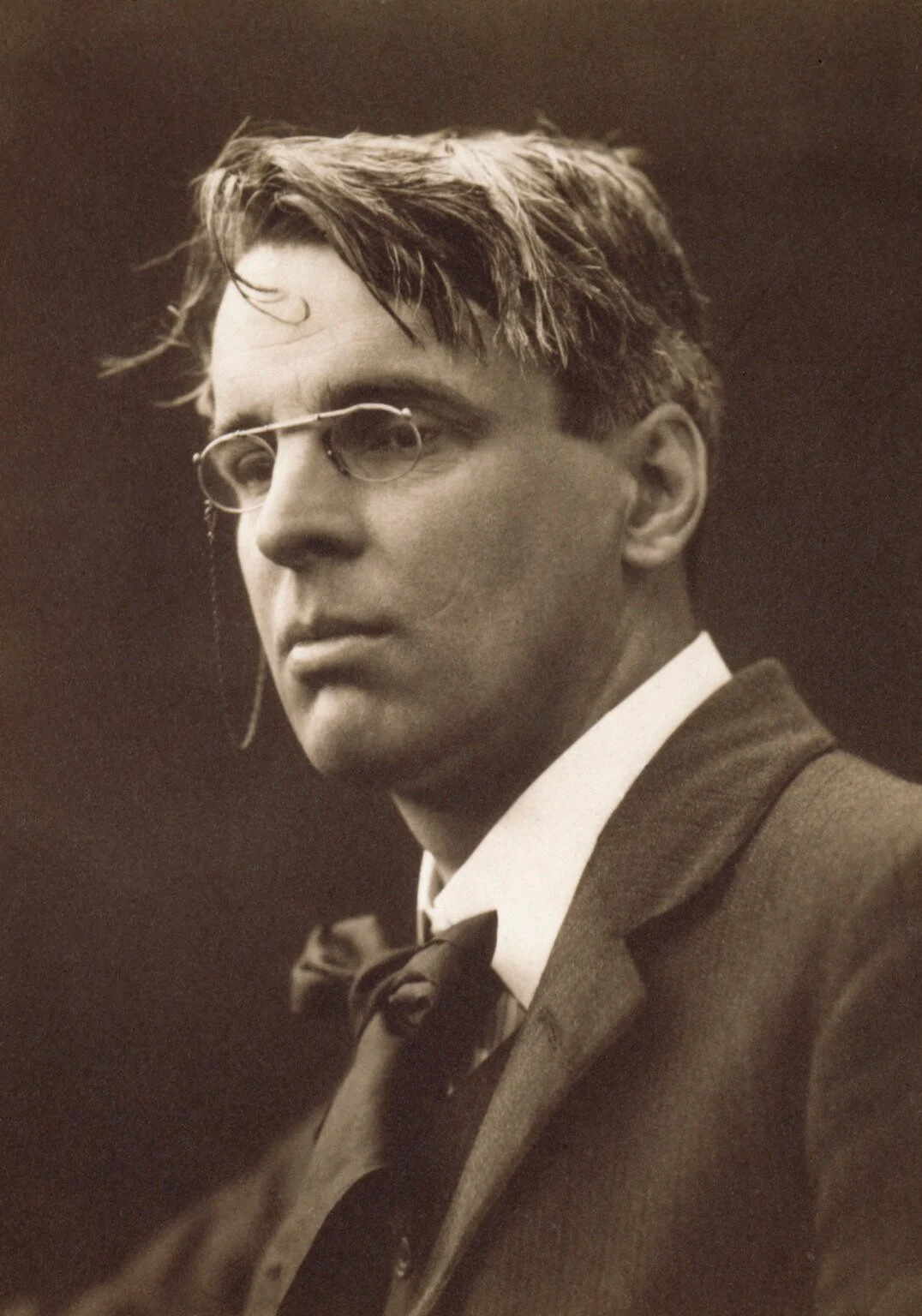
W. B 예이츠

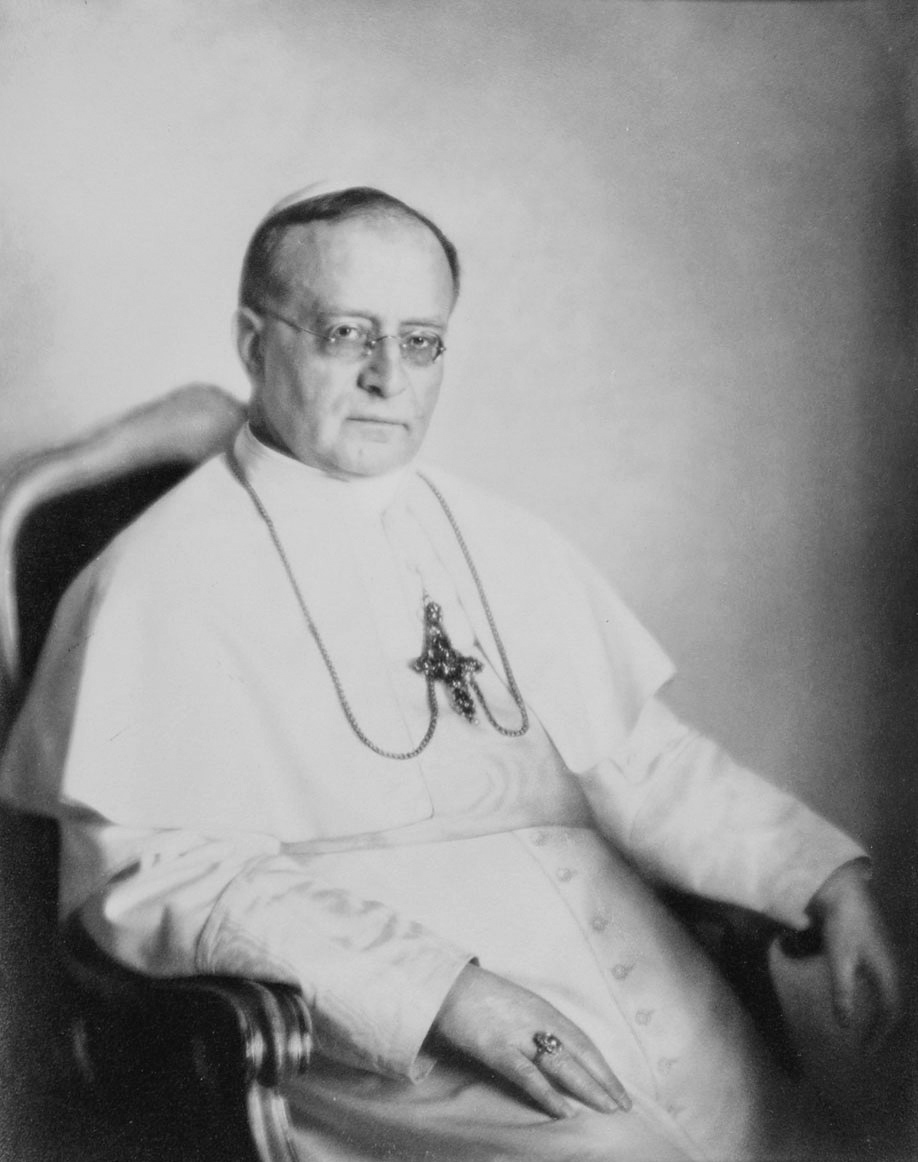
교황 비오 11세

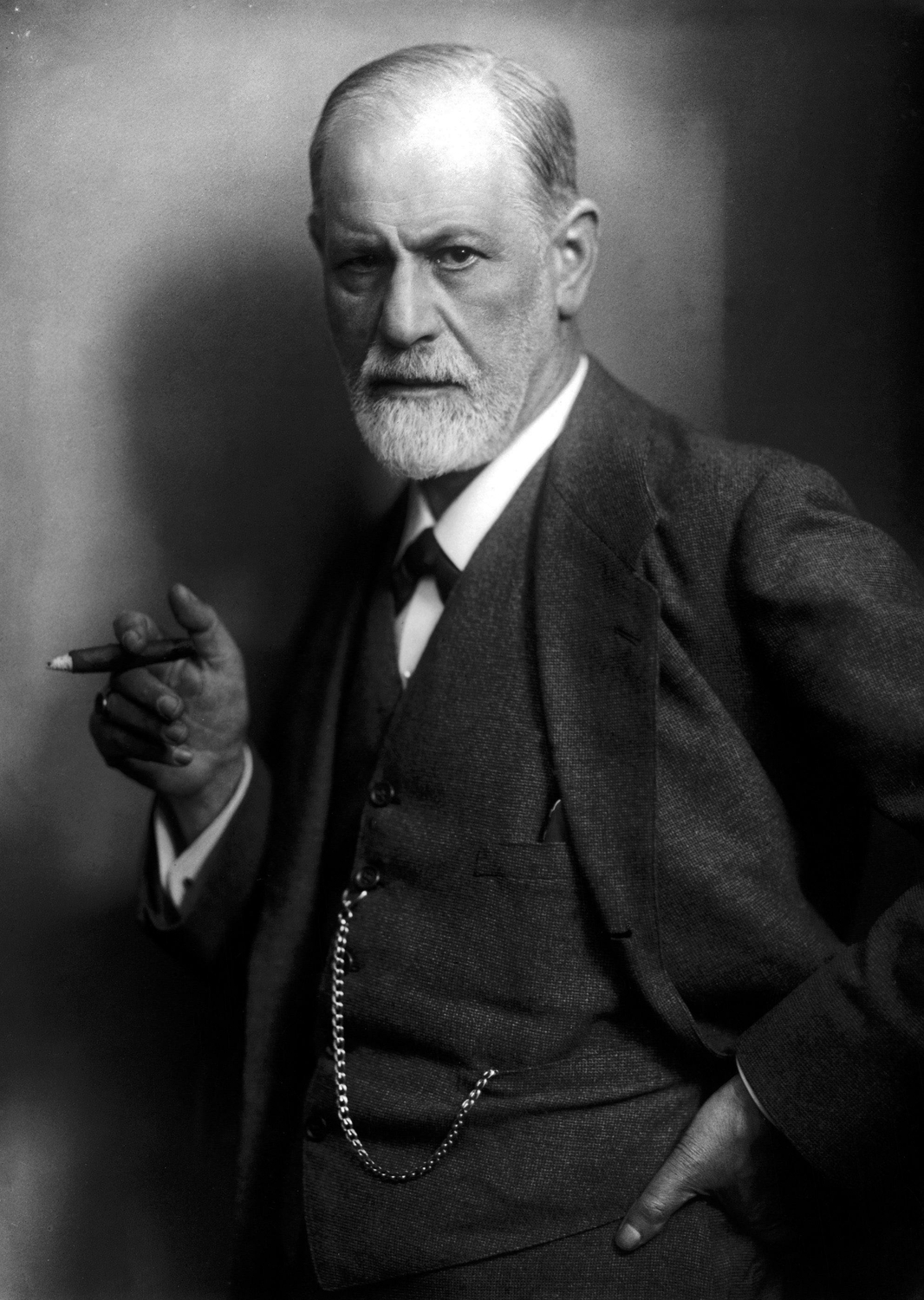
지그문트 프로이트

- 1월 28일 - 아일랜드의 시인 W. B 예이츠. (1865년~)
- 2월 2일 - 프랑스의 사형집행인 아나톨 데이브레르. (1863년~)
- 2월 10일 - 제259대 로마의 교황 교황 비오 11세. (1857년~)
- 7월 14일 - 체코의 화가 알폰스 무하. (1860년~)
- 9월 21일 - 대한제국의 정치가 박영효. (1861년~)
- 9월 23일 - 오스트리아의 심리학자 지그문트 프로이트. (1856년~)
- 11월 28일 - 캐나다의 스포츠 코치 제임스 네이스미스. (1861년~)
- 11월 29일 - 독일의 정치인 필리프 샤이데만. (1865년~)
- 12월 4일 - 대한민국의 정치인 김준일. (1907년~)

## 노벨상
- 문학상:
- 물리학상: 어니스트 로런스
- 생리학 및 의학상:
- 평화상:
- 화학상:

## 달력
| 1월 |    |    |    |    |    |    |
| 일  | 월 | 화 | 수 | 목 | 금 | 토 |
| 1   | 2  | 3  | 4  | 5  | 6  | 7  |
| 8   | 9  | 10 | 11 | 12 | 13 | 14 |
| 15  | 16 | 17 | 18 | 19 | 20 | 21 |
| 22  | 23 | 24 | 25 | 26 | 27 | 28 |
| 29  | 30 | 31 |    |    |    |    |

| 2월 |    |    |    |    |    |    |
| 일  | 월 | 화 | 수 | 목 | 금 | 토 |
|     |    |    | 1  | 2  | 3  | 4  |
| 5   | 6  | 7  | 8  | 9  | 10 | 11 |
| 12  | 13 | 14 | 15 | 16 | 17 | 18 |
| 19  | 20 | 21 | 22 | 23 | 24 | 25 |
| 26  | 27 | 28 |    |    |    |    |

| 3월 |    |    |    |    |    |    |
| 일  | 월 | 화 | 수 | 목 | 금 | 토 |
|     |    |    | 1  | 2  | 3  | 4  |
| 5   | 6  | 7  | 8  | 9  | 10 | 11 |
| 12  | 13 | 14 | 15 | 16 | 17 | 18 |
| 19  | 20 | 21 | 22 | 23 | 24 | 25 |
| 26  | 27 | 28 | 29 | 30 | 31 |    |

| 4월 |    |    |    |    |    |    |
| 일  | 월 | 화 | 수 | 목 | 금 | 토 |
|     |    |    |    |    |    | 1  |
| 2   | 3  | 4  | 5  | 6  | 7  | 8  |
| 9   | 10 | 11 | 12 | 13 | 14 | 15 |
| 16  | 17 | 18 | 19 | 20 | 21 | 22 |
| 23  | 24 | 25 | 26 | 27 | 28 | 29 |
| 30  |    |    |    |    |    |    |

| 5월 |    |    |    |    |    |    |
| 일  | 월 | 화 | 수 | 목 | 금 | 토 |
|     | 1  | 2  | 3  | 4  | 5  | 6  |
| 7   | 8  | 9  | 10 | 11 | 12 | 13 |
| 14  | 15 | 16 | 17 | 18 | 19 | 20 |
| 21  | 22 | 23 | 24 | 25 | 26 | 27 |
| 28  | 29 | 30 | 31 |    |    |    |

| 6월 |    |    |    |    |    |    |
| 일  | 월 | 화 | 수 | 목 | 금 | 토 |
|     |    |    |    | 1  | 2  | 3  |
| 4   | 5  | 6  | 7  | 8  | 9  | 10 |
| 11  | 12 | 13 | 14 | 15 | 16 | 17 |
| 18  | 19 | 20 | 21 | 22 | 23 | 24 |
| 25  | 26 | 27 | 28 | 29 | 30 |    |

| 7월 |    |    |    |    |    |    |
| 일  | 월 | 화 | 수 | 목 | 금 | 토 |
|     |    |    |    |    |    | 1  |
| 2   | 3  | 4  | 5  | 6  | 7  | 8  |
| 9   | 10 | 11 | 12 | 13 | 14 | 15 |
| 16  | 17 | 18 | 19 | 20 | 21 | 22 |
| 23  | 24 | 25 | 26 | 27 | 28 | 29 |
| 30  | 31 |    |    |    |    |    |

| 8월 |    |    |    |    |    |    |
| 일  | 월 | 화 | 수 | 목 | 금 | 토 |
|     |    | 1  | 2  | 3  | 4  | 5  |
| 6   | 7  | 8  | 9  | 10 | 11 | 12 |
| 13  | 14 | 15 | 16 | 17 | 18 | 19 |
| 20  | 21 | 22 | 23 | 24 | 25 | 26 |
| 27  | 28 | 29 | 30 | 31 |    |    |

| 9월 |    |    |    |    |    |    |
| 일  | 월 | 화 | 수 | 목 | 금 | 토 |
|     |    |    |    |    | 1  | 2  |
| 3   | 4  | 5  | 6  | 7  | 8  | 9  |
| 10  | 11 | 12 | 13 | 14 | 15 | 16 |
| 17  | 18 | 19 | 20 | 21 | 22 | 23 |
| 24  | 25 | 26 | 27 | 28 | 29 | 30 |

| 10월 |    |    |    |    |    |    |
| 일   | 월 | 화 | 수 | 목 | 금 | 토 |
| 1    | 2  | 3  | 4  | 5  | 6  | 7  |
| 8    | 9  | 10 | 11 | 12 | 13 | 14 |
| 15   | 16 | 17 | 18 | 19 | 20 | 21 |
| 22   | 23 | 24 | 25 | 26 | 27 | 28 |
| 29   | 30 | 31 |    |    |    |    |

| 11월 |    |    |    |    |    |    |
| 일   | 월 | 화 | 수 | 목 | 금 | 토 |
|      |    |    | 1  | 2  | 3  | 4  |
| 5    | 6  | 7  | 8  | 9  | 10 | 11 |
| 12   | 13 | 14 | 15 | 16 | 17 | 18 |
| 19   | 20 | 21 | 22 | 23 | 24 | 25 |
| 26   | 27 | 28 | 29 | 30 |    |    |

| 12월 |    |    |    |    |    |    |
| 일   | 월 | 화 | 수 | 목 | 금 | 토 |
|      |    |    |    |    | 1  | 2  |
| 3    | 4  | 5  | 6  | 7  | 8  | 9  |
| 10   | 11 | 12 | 13 | 14 | 15 | 16 |
| 17   | 18 | 19 | 20 | 21 | 22 | 23 |
| 24   | 25 | 26 | 27 | 28 | 29 | 30 |
| 31   |    |    |    |    |    |    |

### 음양력 대조 일람
| 음력월 | 월건 | 대소 | 음력 1일의 양력 월일 | 음력 1일 간지 |
| ------ | ---- | ---- | -------------------- | ------------- |
| 1월    | 병인 | 대   | 2월 19일             | 정해          |
| 2월    | 정묘 | 대   | 3월 21일             | 정사          |
| 3월    | 무진 | 소   | 4월 20일             | 정해          |
| 4월    | 기사 | 소   | 5월 19일             | 병진          |
| 5월    | 경오 | 대   | 6월 17일             | 을유          |
| 6월    | 신미 | 소   | 7월 17일             | 을묘          |
| 7월    | 임신 | 소   | 8월 15일             | 갑신          |
| 8월    | 계유 | 대   | 9월 13일             | 계축          |
| 9월    | 갑술 | 소   | 10월 13일            | 계미          |
| 10월   | 을해 | 대   | 11월 11일            | 임자          |
| 11월   | 병자 | 소   | 12월 11일            | 임오          |
| 12월   | 정축 | 대   | 1940년 1월 9일       | 신해          |